# 송양나무
송양나무(松楊-, Ehretia acuminata var. obovata )는 제주도 산록에 나는 낙엽교목으로 높이 15m이다. 잎은 어긋나며, 도란형, 긴 타원상 도란형, 끝은 뾰족하고, 길이 3–18 cm, 폭 3–10 cm, 표면에는 털이 있거나 없으며, 뒷면에는 맥겨드랑이에만 털이 있고, 가장자리에는 잔 톱니가 있으며, 잎자루가 있다. 꽃은 흰색, 꽃자루는 없고, 햇가지 긑에 원추꽃차례로 달리며, 꽃차례의 길이는 8–20 cm, 5수성이다. 꽃받침의 갈래는 넓은 타원형, 끝이 둥근 모양, 화관의 갈래는 타원형, 통부보다 길다. 열매는 핵과로 둥근 모양이며 검은 갈색으로 익는다. 기구재·장식재로 쓰이며 어린잎은 식용한다.